# Krug (film iz 2002)
Krug (engl. The Ring) je natprirodni horor film iz 2002. godine, koji je režirao Gor Verbinski, dok su u glavnim ulogama Naomi Vots, Martin Henderson, Dejvid Dorfman, Brajan Koks i Davej Čejs. Rimejk je japanskog horor filma Krug iz 1998. godine, baziranom na istoimenom romanu Kođija Suzukija. Votsova glumi novinarku koja istražuje ukletu video-traku koja, naizgled, ubija svakoga ko je pogleda nakon sedam dana.
Film je realizovan 18. oktobra 2002. godine i dobio je uglavnom pozitivne kritike od strane kritičara, koji su naročito hvalili amtosferu i glumu Votsove. Film je zaradio preko 249 miliona dolara širom sveta, naspram budžeta od 48 miliona dolara, što ga je učinilo jednim od najuspešnijih horor rimejkova. Prvo je ostvarenje u istoimenoj američkoj verziju trilogije, a prate ga nastavci Krug 2 (2005) i Krugovi (2017).
Uspeh ovog filma je pokrenuo interesovanje za snimanje američkih verzija azijskih horor filmova, kao što su: Kletva, Propušten poziv, Nepozvani gosti i mnogi drugi.

## Radnja
Kejti Embri i njena prijateljica Beka Kotler se dosađuju kod kuće razgovarajući o „Ukletoj videotraci”. Prema legendi oni koji pogledaju videotraku dobijaju uznemirujući poziv i dečiji glas kaže sedam dana i onda nakon sedam dana oni umru. Kejti otkriva da je pre sedam dana sa dečkom i njegovim prijateljima odgledala videotraku u jednoj kolibi. Ona potom misteriozno umire, a Beka pronalazi njen izvrnut leš što dovodi do Bekine institucionalizacije u mentalnoj bolnici.
Kejtin rođak Ejdan Keler je potresen njenom smrću. Kejtina majka Rut moli svoju sestru Rejčel, Ejdanovu majku novinarku, da istraži Kejtinu smrt, što je vodi do kolibe gde je Kejti gledala videotraku. Rejčel pronalazi i gleda videotraku, nakon čega telefon zazvoni i dečiji glas kaže sedam dana. Sledećeg dana Rejčel zove svog bivšeg dečka Nou da pogleda videotraku i traži njegovu pomoć. On joj kaže da napravi kopiju, što ona i čini.
Nakon što je pogledala videotraku Rejčel doživljava noćne more, krvarenje iz nosa, nadrealne situacije i halucinacije. Radoznala za poreklo trake Rejčel istražuje slike žene koje je videla na videotraci. Ona locira ženu kod svetionika na ostrvu Moesko. Ime žene je Ana Morgan koja je živela na ostrvu pre mnogo godina sa svojim mužem Ričardom Morganom. Nakon što su kući doveli usvojenu ćerku, tragedija je zavladala rančom Morganovih, konji koje su odgajili postali su ludi i udavili su se što je dovelo Anu Morgan, ljubitelja konja, da postane depresivna i da počini samoubistvo. Rejčel je užasnuta kad sazna da je Ejdan odgledao videotraku. Ona u panici zove Nou, otkrivajući da je on Ejdanov otac.
Rejčel odlazi do kuće Morganovih gde pronalazi Ričarda koji odbija da govori išta o videotraci ili o svojoj ćerki. Lokalna doktorka Grasnik govori Rejčel da Ana nije mogla da ima dete i da je usvojila dete po imenu Samara. Doktorka Grasnik priseća se da se uskoro Ana žalila na jezive vizije koje su se dešavale samo kad je Samara bila u blizini, pa su obe bile poslate u mentalnu instituciju. U mentalnoj instituciji Noa pronalazi Anin dosije u kojem je bio video o Samari ali je bio izgubljen. Na ranču, Rejčel se ušunjala u kuću Morganovih u kojoj pronalazi kutiju koja sadrži nestali video. Dok je gledala video suočila se sa Ričardom govoreći da će ona i njen sin umreti i da ona ne može ništa da učini. Ričard onda odlazi u kupatilo koje je preplavljeno vodom ulazi u kadu i priključuje električne aparate za sebe. Rejčel stoji na vratima i Ričard uključuje aparate i umire.
Rejčel i Noa odlaze u štalu gde otkrivaju tavan gde je Ričard držao Samaru. Na zidu iza tapete Rejčel i Noa otkrivaju sliku plamenog drveta. Rejčel govori kako je već negde videla to drvo i zna tačno gde. U kolibi na Šelter Mauntinu, Rejčel odustaje od potrage govoreći da joj vreme ističe. Noa u besu ruši sve čak i vazu sa klikerima. Klikeri se kotrljaju i svi staju na jedno mesto. Noa uzima sekiru i cepa pod, a kad je završio on i Rejčel pronalaze zatvoren bunar. Oni ga otvaraju misleći da je Samara unutra. TV klizi na jednoj dasci i udara u Rejčel koja upada u bunar. Noa odlazi po pomoć. Samara tada hvata Rejčel za ruku pokazujući joj viziju u kojoj joj Ana stavlja kesu na glavu pokušavajući da je udavi i tada je baca u bunar. Samara kada se osvestila pokušavala je da izađe iz bunara, ali nije mogla. Preživela je tamo još 7 dana, kada je konačno umrla. Samara onda ispliva na površinu u Rejčeline ruke, pretvarajući se u kostura.
Spasivši Rejčel, Noa pita koliko se dugo može preživeti u bunaru na šta mu Rejčel odgovara 7 dana. Noa govori Rejčel da nije umrla pa pomišlja da je kletva skinuta. Kada Rejčel kaže Ejdanu da su oslobodili i izvadili Samaru iz bunara, on užasnut govori da to nisu smeli da urade i da joj nisu trebali pomoći jer ona „nikada ne spava”. Baš kad mu je prokrvario nos, Nou ubija Samara u njegovom stanu, slično kao Kejti. Rejčel spaljuje originalnu videotraku pitajući se zašto nije umrla. Setila se da je ona kopirala videotraku, tako da je kletvu prebacila na kopiju i da ju je pokazala nekome. To je bio jedini način da spase Ejdanov život.

## Uloge
| Glumac           | Uloga                |
| ---------------- | -------------------- |
| Naomi Vots       | Rejčel Keler         |
| Dejvid Dorfman   | Ejdan Keler          |
| Martin Henderson | Noa Klej             |
| Davej Čejs       | Samara Morgan        |
| Brajan Koks      | Ričard Morgan        |
| Šenon Kohran     | Ana Morgan           |
| Džejn Aleksander | doktorka Grasnik     |
| Lindsi Frost     | Rut Embri            |
| Amber Tamblin    | Ketrin „Kejti” Embri |
| Rejčel Bela      | Rebeka „Beka” Kotler |

## Spoljašnje veze
- The Ring